# Sài Gòn đau lòng quá
"Sài Gòn đau lòng quá" là bài hát của nữ ca sĩ Hoàng Duyên hợp tác cùng nhạc sĩ, nhà sản xuất âm nhạc Việt Nam Hứa Kim Tuyền. Bài hát do sự sáng tác của nhạc sĩ Hứa Kim Tuyền mang giai điệu pop-ballad trên nền giai điệu canto-pop. Video âm nhạc của bài hát ra mắt ngày 28 tháng 3 năm 2021 trên nền tảng YouTube. Sau khi ra mắt, bài hát dẫn đầu nhiều bảng xếp hạng âm nhạc của Việt Nam và sau đó đã trở thành một trào lưu gắn liền với sự kiện đại dịch COVID-19 ở Thành phố Hồ Chí Minh.

## Bối cảnh
Đầu năm 2021, ca sĩ Hoàng Duyên hợp tác với nhạc sĩ Hứa Kim Tuyền ra mắt MV "Chàng trai sơ mi hồng". Trong cuộc họp báo ra mắt ca khúc tháng 3 năm 2021, Hoàng Duyên đã có đoạn mashup ba bài hát "Chàng trai sơ mi hồng" "Sài Gòn hôm nay mưa"  và "Sài Gòn đau lòng quá", đồng thời nhá hàng bốn câu hát đầu tiên trong bài. Bốn câu này trở nên "viral" trên mạng xã hội, nhiều bản cover cũng được fan tự thực hiện dù bài nhạc chưa được ra mắt chính thức. Trong một buổi phỏng vấn, nhạc sĩ Hứa Kim Tuyền cho biết:
Sài Gòn Đau Lòng Quá là ca khúc được ấp ủ rất lâu, từ lúc mà tôi vẫn chưa đi theo con đường viết nhạc. Khi đó, tôi vừa chia tay một bạn. Tôi đã đặt 1 vé máy bay ra Hà Nội. Trên chuyến bay đấy tôi suy nghĩ tại sao mình không viết một bài về những người thường tan vỡ chia tay. Theo tôi để ý, mọi người sau khi chia tay đều muốn tránh xa nơi mà hai người trước đó từng có nhiều kỉ niệm. Lúc ngồi trên máy bay, tôi đã ngân nga hát và ra được đoạn điệp khúc đầu tiên.— Hứa Kim Tuyền

## Quá trình xây dựng
Theo chia sẻ của nữ ca sĩ Văn Mai Hương, cô từng muốn mua "Sài Gòn đau lòng quá" nhưng Hứa Kim Tuyền không bán, cho rằng đó sẽ là ca khúc debut của anh. Theo nhạc sĩ Hứa Kim Tuyền, bài hát là "cả một khoảng kỉ niệm thanh xuân" của anh. Bản demo của "Sài Gòn đau lòng quá" được ấp ủ trong bốn năm, với khoảng 4 bản phối khác nhau. Bản phối đầu tiên là mang giai điệu pop ballad, bản thứ hai có thiên hướng jazz, bản thứ ba là một bản R&B Lofi. Bản cuối cùng ra mắt mang giai điệu pop-ballad đã được biến tấu, pha trộn âm hưởng canto-pop hiện đại, lồng ghép với piano và ghi ta. Âm thanh từ trống được đặt ở những đoạn cao trào của bài. Ngoài ra, nhạc sĩ còn dùng dàn dây để giúp ca khúc mang hơi hướng pop rock.
Nhạc sĩ Hứa Kim Tuyền từng từ chối rất nhiều ca sĩ, tuy nhiên, khi nghe Hoàng Duyên hát, anh đã chọn cô. Theo ca sĩ Hoàng Duyên, cô chưa có người yêu và chưa từng gần gũi người yêu nên đã gặp khó khăn trong những cảnh ôm ấp trong MV.

## Phát hành và quảng bá
Ngày 11 tháng 3 năm 2021, Hứa Kim Tuyền đăng tải bốn câu hát của "Sài Gòn đau lòng quá" trên trang Facebook cá nhân. Ngày 22 tháng 3, nữ ca sĩ Hoàng Duyên đăng bài viết hé lộ ngày ra mắt teaser MV và lịch ra mắt ca khúc, kèm theo hình ảnh chiếc vé tượng trưng cho nội dung bài hát. Ngày 23 tháng 3 năm 2021, nhạc sĩ Hứa Kim Tuyền đăng tải trên trang YouTube cá nhân teaser MV "Sài Gòn đau lòng quá". Teaser mang đến cho người xem những khung cảnh quen thuộc của Sài Gòn, trong khi Hoàng Duyên xuất hiện với tạo hình đơn giản bên cạnh nam chính Ma Ran Đô, nam diễn viên từng xuất hiện trong MV "Tình Nào Không Như Tình Đầu" của Trung Quân. Ngày 25 tháng 3 năm 2021, trong tập cuối của chương trình Xuân hạ thu đông rồi lại xuân, nhạc sĩ Hứa Kim Tuyền công bố demo ca khúc "Sài Gòn đau lòng quá", tuy nhiên anh đã vấp phải nhiều ý kiến trái chiều vì đoạn "Tokyo hay Seoul Paris hay New York" khi đặt vào bài khá khiên cưỡng, khiến người nghe tuột hứng. Nhiều khán giả cũng cho rằng "tinh tuý" trong bài đã nằm hết trong phần điệp khúc, nên những phần còn lại khá nhạt, không có điểm nhấn. Bài hát cũng được cho là có phần lời giống ca khúc trong phim Vì sao đưa anh tới. Tuy nhiên sau đó anh đã phản bác quan điểm này. Trước ngày đăng tải, Hứa Kim Tuyền từng có ý định hủy bỏ MV vì áp lực. Tuy nhiên trong lần chia sẻ sau anh cho rằng đó chỉ là lời nói đùa, rằng anh "nói như vậy để thể hiện sự áp lực của mình chứ thực ra đó là công sức của cả ê-kíp đi quay làm sao mà mình xóa được".
Ngày 28 tháng 3 năm 2021, Hứa Kim Tuyền đăng tải ca khúc "Sài Gòn đau lòng quá" trên kênh YouTube của mình.

## Diễn biến thương mại và đón nhận
Chỉ sau 24h ra mắt, "Sài Gòn đau lòng quá" đã vươn lên giữ vị trí thứ 11 trên top trending YouTube, xếp thứ 1 trên bảng xếp hạng iTunes Việt Nam và Realtime Hot14, giữ vị trí thứ 5 Realtime NCT và thứ 10 Apple Music. Chưa đầy 10 ngày sau, ca khúc vươn lên dẫn đầu tại một số bảng xếp hạng âm nhạc Việt Nam như iTunes, Apple Music, Realtime NCT, Top 50 Spotify, Top Songs Keeng và Realtime Hot14, đồng thời đứng thứ 3 tab thịnh hành YouTube. Sau hai tháng ra mắt, ca khúc đạt 36 triệu lượt xem trên nền tảng YouTube.
Tháng 6 năm 2021, bài hát gây sốt trở lại và trở thành trend của giới trẻ, khi cụm từ "Sài Gòn đau lòng quá" được liên tưởng tới tình hình đại dịch COVID-19 bùng phát ở Thành phố Hồ Chí Minh.

## Bảng xếp hạng
| Bảng xếp hạng (2022)                            | Thứ hạng cao nhất |
| ----------------------------------------------- | ----------------- |
| Billboard Việt Nam (top 100 bài hát tiếng Việt) | 69                |